# Medveđica
Medveđica (izvirno srbsko Медвеђица) je naselje v Srbiji, ki upravno spada pod Občino Žagubica; slednja pa je del Braničevskega upravnega okraja.

## Demografija
V naselju živi 35 polnoletnih prebivalcev, pri čemer je njihova povprečna starost 42,9 let (49,6 pri moških in 37,8 pri ženskah). Naselje ima 12 gospodinjstev, pri čemer je povprečno število članov na gospodinjstvo 3,67.
|  |

| Demografija | Demografija     | Demografija     |
| Leto        | Št. prebivalcev | Št. prebivalcev |
| ----------- | --------------- | --------------- |
|             |                 |                 |
|             |                 |                 |
|             |                 |                 |
|             |                 |                 |
| 1948        | 173             |                 |
| 1953        | 179             |                 |
| 1961        | 164             |                 |
| 1971        | 151             |                 |
| 1981        | 132             |                 |
| 1991        | 62              | 59              |
| 2002        | 46              | 44              |
|             |                 |                 |

| Etnična sestava po popisu iz leta 2002 | Etnična sestava po popisu iz leta 2002 | Etnična sestava po popisu iz leta 2002 | Etnična sestava po popisu iz leta 2002 | Etnična sestava po popisu iz leta 2002 |
| -------------------------------------- | -------------------------------------- | -------------------------------------- | -------------------------------------- | -------------------------------------- |
| Vlahi                                  | Vlahi                                  |                                        | 42                                     | 95,45%                                 |
| Srbi                                   | Srbi                                   |                                        | 2                                      | 4,54%                                  |
| Neznano                                | Neznano                                |                                        | 0                                      | 0,0%                                   |